# Rama posterior del nervio cervical
Las ramas posteriores de los nervios cervicales se muestran a continuación:

## Ramas

### Primera
La división posterior del primer nervio cervical o suboccipital es más grande que la anterior, y sale por encima del arco posterior del atlas y por debajo de la arteria vertebral. Entra en el triángulo suboccipital y suministra a los músculos que limitan este triángulo, es decir, el Rectus capitis posterior mayor, y el Obliquus capitis superior y el Obliquus capitis inferior; también da ramas al Rectus capitis posterior menor y al Semispinalis capitis. Un filamento de la rama del oblicuo inferior se une a la división posterior del segundo nervio cervical.
El nervio emite ocasionalmente una rama cutánea que acompaña a la arteria occipital hasta el cuero cabelludo y se comunica con los nervios occipitales mayor y menor. 

### Segunda
La división posterior del segundo nervio cervical es mucho mayor que la anterior, y es la mayor de todas las divisiones posteriores cervicales. Surge entre el arco posterior del atlas y la lámina del axis, por debajo del Obliquus capitis inferior. Suministra una rama a este músculo, recibe un filamento comunicante de la división posterior de la primera cervical, y luego se divide en una gran rama medial y una pequeña rama lateral.
- La rama medial (ramus medialis; rama interna), llamada por su tamaño y distribución el nervio occipital mayor, asciende oblicuamente entre el Obliquus capitis inferior y el Semispinalis capitis, y perfora este último músculo y el Trapecio cerca de sus uniones con el hueso occipital. A continuación, se une con un filamento de la rama medial de la división posterior de la tercera cervical y, ascendiendo por la parte posterior de la cabeza con la arteria occipital, se divide en ramas que se comunican con el nervio occipital menor e irrigan la piel del cuero cabelludo hasta el vértice del cráneo. Da ramas musculares al Semispinalis capitis, y ocasionalmente una rama a la parte posterior de la aurícula.
- La rama lateral (ramus lateralis; rama externa) suministra filamentos al esplenio, al longissimus capitis y al semiespinalis capitis, y a menudo se une a la rama correspondiente de la tercera cervical.

### Tercera
La división posterior de la tercera cervical es de tamaño intermedio entre las de la segunda y la cuarta.
- Su rama medial discurre entre el Semispinalis capitis y el cervical y, perforando el Esplenio y el Trapecio, termina en la piel. Mientras que por debajo del Trapecio da una rama llamada tercer nervio occipital, que perfora el Trapecio y termina en la piel de la parte inferior de la parte posterior de la cabeza. Se encuentra medial al occipital mayor y se comunica con él.
- La rama lateral se une a menudo a la de la segunda cervical.

La división posterior del suboccipital y las ramas mediales de la división posterior del segundo y tercer nervio cervical se unen a veces mediante asas comunicantes para formar el plexo cervical posterior. 

### Cuarto
Las divisiones posteriores de los cinco nervios cervicales inferiores se dividen en ramas mediales y laterales. 
- Las ramas mediales de la cuarta y la quinta discurren entre las semiespinales cervicales y la capitis y, tras alcanzar las apófisis espinosas, perforan el esplenio y el trapecio para terminar en la piel. A veces la rama del quinto no llega a la piel. Las de los tres nervios inferiores son pequeñas y terminan en los Semispinales cervicales y capitis, el Multifidus y el Interspinal.
- Las ramas laterales de los cinco nervios inferiores irrigan el músculo iliocostal y el músculo longísimo.